# Крутое (Людиновский район)
Крутое — деревня в Людиновском районе Калужской области. Входит в состав Сельского поселения «Деревня Игнатовка».

## Географическое положение
Расположено примерно в 2 км к северу от деревни Игнатовка.

## Население
На 2010 год население составляло 10 человек.